# Liechtenstein en los Juegos Olímpicos de Garmisch-Partenkirchen 1936
Liechtenstein estuvo representado en los Juegos Olímpicos de Garmisch-Partenkirchen 1936 por cuatro deportistas masculinos que compitieron en dos deportes.
El equipo olímpico liechtensteiniano no obtuvo ninguna medalla en estos Juegos.